# 囊腺肋柱花
囊腺肋柱花（学名：Lomatogonium saccatum）为龙胆科肋柱花属下的一个种。

## 扩展阅读
- 維基物種上的相關：囊腺肋柱花